# Bente Kerkhoff
Bente Kerkhoff (Oostwoud, 28 december 2001) is een Nederlands langebaan- en marathonschaatsster. In de zomermaanden is ze succesvol in het Inlineskaten.
Vanaf 2019 startte Kerkhoff op de massastart bij de NK afstanden.  

## Persoonlijke records[4]
| Afstand    | Tijd    | Datum            | Baan       |
| ---------- | ------- | ---------------- | ---------- |
| 500 meter  | 40,77   | 27 december 2022 | Heerenveen |
| 1000 meter | 1.20,45 | 19 december 2022 | Heerenveen |
| 1500 meter | 1.59,61 | 8 november 2024  | Heerenveen |
| 3000 meter | 4.02,54 | 15 februari 2025 | Heerenveen |
| 5000 meter | 6.56,24 | 16 februari 2025 | Heerenveen |

## Resultaten
| Jaar | NK Afstanden                               | NK Allround             |
| ---- | ------------------------------------------ | ----------------------- |
| 2020 | 26e massastart                             |                         |
|      |                                            |                         |
| 2023 | 20e 1500m 13e massastart                   | NC14 (14e, 14e, 14e, -) |
| 2024 | 17e 1500m 11e 3000m 9e 5000m 5e massastart | NC10 (14e, 11e, 12e, -) |
| 2025 | 5e 3000m · 5e 5000m · massastart           |                         |

## Marathonschaatsen[5]

### 2024/2025
- Marathon Cup 1; 52e Jaap Eden Trofee
- 6e Marathon Cup 2: Ruiter Dakkapellen Marathon 2024
- Marathon Cup 3; Uithof Bokaal 2024
- Marathon Cup 4 2024
- Marathon Cup 5; Jan van der Hoorn Schaatssport Marathon 2024
- Marathon Cup 6; Wokke Vastgoed Marathon 2024
- 4e Marathon Cup 7; Royal A-Ware Marathon 2024
- 10e Marathon Cup 8 2024
- De Vier van Noord-Holland 1 2024
- De Vier van Noord-Holland 2 2024
- De Vier van Noord-Holland 3 2024
- De Vier van Noord-Holland 4 2024

Team Albert Heijn Zaanlander
Jorrit Bergsma · Tjerk de Boer · Merel Conijn · Elisa Dul · Daan Gelling · Marijke Groenewoud · Jordy Harink · Sjoerd den Hertog · Kevin van der Horst · Bente Kerkhoff · Irene Schouten · Wisse Slendebroek · Jordan Stolz · Maaike Verweij ·  Melissa Wijfje
Coach: Jillert Anema · Arjan Samplonius